# Stara Głębia
Stara Głębia – kanał wodny w północno-zachodniej Polsce, oddzielający wyspę Lądko od Gęsiej Kępy, łączy jezioro Wicko Wielkie i Starą Świnę. Znajduje się w woj. zachodniopomorskim, w gminie miejskiej Świnoujście.
Kanał w całości znajduje się w Wolińskim Parku Narodowym.

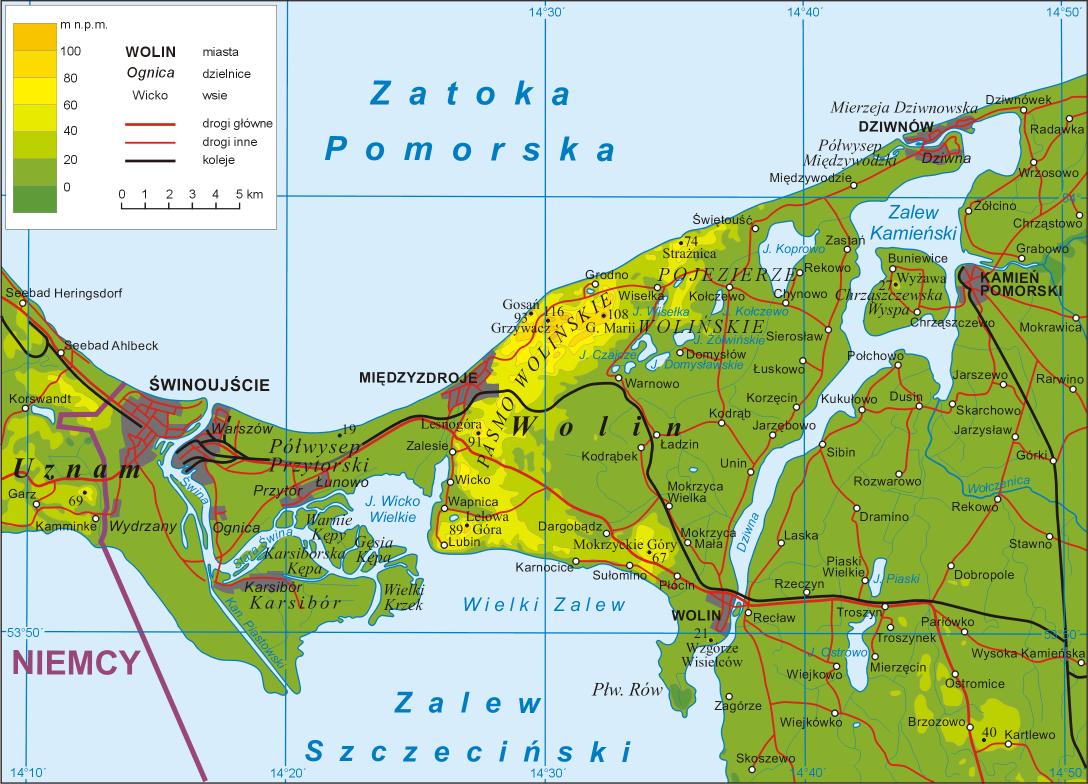
Mapa Wolina i Uznamu

Nazwę Stara Głębia wprowadzono urzędowo w 1949 roku, zmieniając niemiecką nazwę Alte Deep.